# Drift (meetonnauwkeurigheid)
Drift is een kleine continue verandering in de weergegeven meetwaarden van een meetinstrument of meetsysteem in een bepaald tijdsverloop waarbij de te meten waarden constant blijven. Dit wordt ook wel aangeduid als het verloop van het meetsysteem. Oorzaken kunnen onder andere zijn: Verandering van de temperatuur van onderdelen van het meetinstrument, veranderingen in de voedingsspanning van het meetinstrument (niet-stabiele voeding of lege batterij), slijtage of ouderdom van het meetinstrument enzovoort. De betrouwbaarheid van een meetinstrument hangt in belangrijke mate af van de waarden van de drift in de tijd.
Elk systeem ervaart een bepaalde invloed door thermische invloeden. Bij nauwkeurige meetinstrumenten dient in de specificaties ook vermeld te zijn binnen welke temperatuurgrenzen het instrument gebruikt mag worden.